# Susanna Angéus Kuoljok
Ingrid Susanna Angéus Kuoljok, född den 12 juli 1939 i Porjus, Jokkmokks församling Norrbottens län, död den 28 oktober 2009 i Frösåkers församling, Uppsala län, var en svensk språkforskare och en av de främsta förespråkarna för lulesamiska.

## Biografi
Kuoljok föddes i Tjiengalluokta, en vik i Porjus, Jokkmokks församling. Hon gjorde de första små utredningarna i sitt modersmål lulesamiska på 1970-talet i Jokkmokk. Några år senare skapade hon egna läroböcker och texter för andras studier. Hon blev lärare i samiska språkkurser på akademisk nivå. 
Hon gick vidare till viktiga samiska uppdrag. Från 1983 var hon studierektor och forskningassistent vid den finsk-ugriska avdelningen på Uppsala universitet. I några år var hon arkivarie för de samiska samlingarna i Dialekt-, ortnamns- och folkminnearkivet (DAUM) i Umeå. Så småningom utforskade hon den mer komplicerade samiska grammatiken, vilket resulterade i hennes doktorsavhandling Nominalavledningar på ahka i lulesamiskan. Den gav henne en filosofie doktorsexamen 1997.
Några år senare ingick hon i kommittén för en nyöversättning av Nya testamentet till lulesamiska. Samer från Jokkmokk och Tysfjord deltog, och den blev färdig 2003. Det är i textmängd det största språkprojektet på lulesamiska. Projektet följdes upp med en psalmbok på lulesamiska 2005. Den innehåller även alla kyrkårets texter. Koralboken kom 2006.
När hon blev medlem i kommittén för en statlig utredning av Sveriges anslutning till minoritetsspråkstadgan (Europeisk stadga om landsdels- eller minoritetsspråk) 1995, arbetade hon för att denna också skulle omfatta språken söder om Arjeplog. Detta ledde till att även språk som sydsamiska och umeåsamiska kunde få officiellt stöd.
2008 fick hon Samerådets ärespris.